# James Shirley

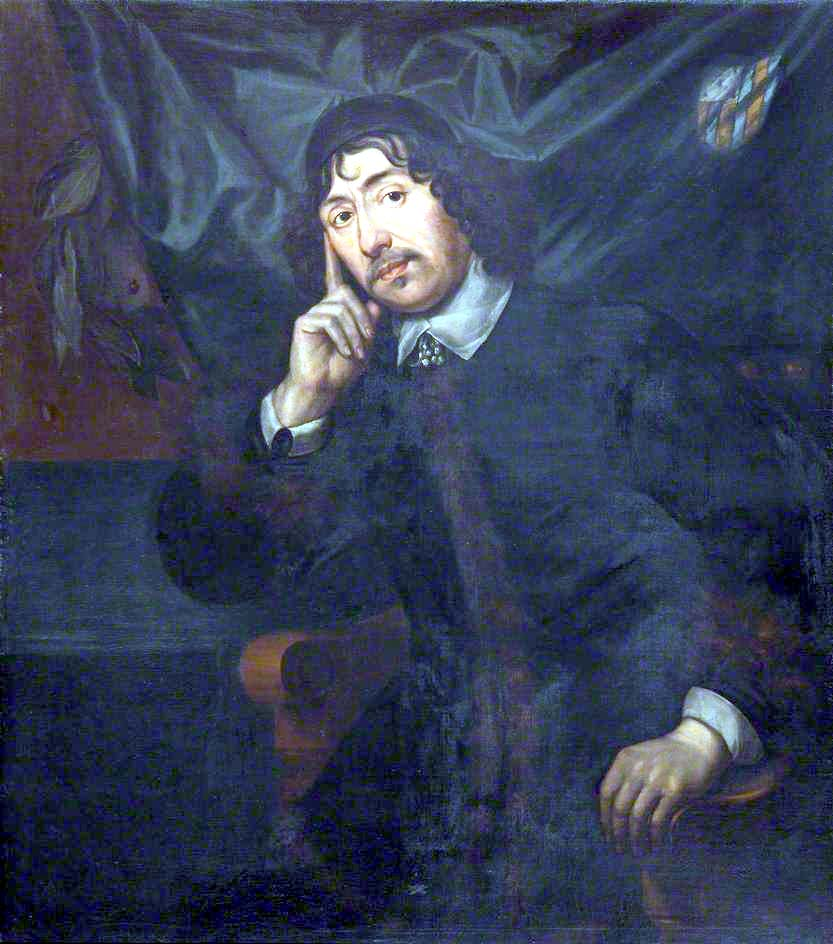
James Shirley.

James Shirley (o Sherley) (nacido en Londres el 13 de septiembre de 1596-† en Londres, 29 de octubre de 1666), fue un dramaturgo inglés.
Perteneció al gran período de la literatura dramática inglesa, pero, en palabras de Charles Lamb, "reclama un lugar entre los más destacados de la época, aunque no por un genio propio particularmente trascendente, pues fue el último de una gran raza, todos los cuales hablaban prácticamente el mismo idioma y tenían el mismo grupo de nociones y sentimientos morales en común." Su carrera de dramaturgo se desarrolló entre 1625 hasta la supresión de las obras escénicas por el Parlamento en 1642.
Personifica ya la decadencia del teatro inglés.
Escribió unas cuarenta obras teatrales, entre las que sobresalen: El traidor (The Traitor), El cardenal (The Cardinal) y Las bodas.